# Corydalis crassirhizomata
Corydalis crassirhizomata là một loài thực vật có hoa trong họ Anh túc. Loài này được (C.Y.Wu) C.Y.Wu mô tả khoa học đầu tiên năm 1999.